# Villanova Marchesana
Villanova Marchesana est une commune italienne de la province de Rovigo, dans la région de la Vénétie.

## Administration
| Période                                  | Période | Identité | Étiquette | Qualité |
| ---------------------------------------- | ------- | -------- | --------- | ------- |
|                                          |         |          |           |         |
| Les données manquantes sont à compléter. |         |          |           |         |

### Frazione
Ca' de Rusco, Canalazzo, Canalnuovo, Capo di Sopra, Casette, Cisimatti, Ponte.

### Communes limitrophes
Adria, Berra, Crespino, Gavello, Papozze.